# Fernando Álvarez de la Campa
Fernando Álvarez de la Campa y Arumí (f. Barcelona, 17 de abril de 1939) fue un militar español. Logró el grado de teniente coronel del Ejército español en 1921. Entre 1923 y 1924 fue alcalde de Barcelona.

## Biografía
Después de haber servido en La Habana fue destinado a Barcelona, donde en 1908 fue nombrado jefe de la Sección de Justicia de la Capitanía General de Cataluña.
Fue el primer alcalde de Barcelona nombrado por la dictadura de Primo de Rivera del 21 de octubre de 1923 a septiembre de 1924. Durante su mandato acabó las obras del Palacio Real de Pedralbes y empezó la apertura de la avenida Diagonal. También participó en la organización de la Exposición Internacional de Barcelona de 1929. Fue comisario regio y presidente del Consorcio de la Zona Franca en 1925. En 1927 el ministro José Calvo Sotelo lo nombró interventor de la Bolsa de Barcelona y, en 1931, fue nombrado vicepresidente de la Junta Consultiva del Real Club Náutico de Barcelona.
Ya retirado, en abril de 1933, formó parte de la directiva de Derecha de Cataluña, encabezada entonces por José Bertrán Güell, con la que se presentó a las elecciones generales españolas de 1933, pero no fue escogido. Durante la Guerra Civil Española permaneció escondido en Barcelona y, cuando acabó el conflicto, colaboró con el nuevo concejal franquista Aurelio Joaniquet.
Un muelle del Puerto de Barcelona lleva su nombre.